# لويس باديلا نيرفو
لويس باديلا نيرفو (بالإسبانية: Luis Padilla Nervo) ‏ (19 أغسطس 1894 - 9 سبتمبر 1985) هو سياسي ودبلوماسي وأول سفير للمكسيك في الأمم المتحدة والرئيس السادس للجمعية العامة للأمم المتحدة.

## تعليمه
درس القانون في الجامعة الوطنية المستقلة في المكسيك وأكمل دراساته العليا في جامعات الولايات المتحدة، فرنسا، بريطانيا.